# Lestes plagiatus
Lestes plagiatus – gatunek ważki z rodziny pałątkowatych (Lestidae). Występuje na terenie Afryki Subsaharyjskiej i jest szeroko rozprzestrzeniony – od Kenii, Ugandy i Demokratycznej Republiki Konga po Angolę oraz na południe po RPA; stwierdzony też w Nigerii.
W RPA imago lata od listopada do końca maja. Długość ciała 44–47 mm. Długość tylnego skrzydła 25–26,5 mm.